# ヒインコ
ヒインコ（緋鸚哥、英語: LoryまたはLorikeet）は小型から中型の樹上生活に適応したインコで、ヒインコ亜科（Loriinae）を構成する。これらの仲間は「ローリー」、「ロリキート」とも呼ばれる。東南アジアやポリネシア、パプアニューギニア、オーストラリアを含むオーストラリア地域に広く分布しており、そのほとんどは非常に明るい色彩の羽毛をまとっている。

## 特徴

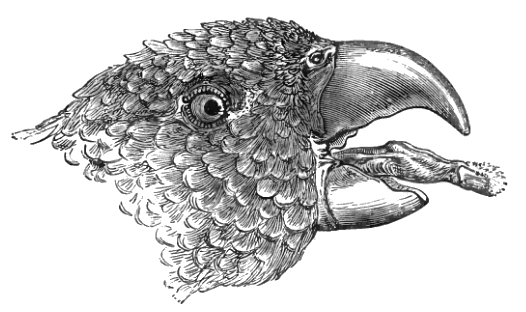
ヒインコの舌

主食は花の蜜や柔らかい果実で、野生下では約5,000種の花や果実を食べている。これらを食べるために特化した長い舌は、先端が非常に細かなブラシ状になっており、たいへん器用に動かすことが出来る。
翼や尾羽根は先細で尖っており、巧みな飛行と敏捷な動作が可能である。趾（あしゆび）と脚は非常に強靭である。
性格は非常に活発で人懐っこく、ペットとしての飼育に向く。仰向けに寝転がったり、人間の言葉や動作に反応してダンスを踊るような仕草をするなど、道化じみた動きを見せることが多い。

## 分類
ヒインコは通常ヒインコ亜科として分類されており、インコ科におけるいくつもの亜科の分類の中でもっとも明確な特徴を持っている。一部の専門家はヒインコ亜科とこれ以外のインコとの間の差異は、このグループを正式な科として分類することを正当化するのに十分であると考えている。この場合には、その名前は生物学的命名規則に従ってヒインコ科（Loriidae）となり、これ以外のインコ科（Psittacidae）やオウム科（Cacatuidae）と並んでオウム目（Psittaciformes）におかれることになる。

## “ローリー”と“ロリキート”
“ローリー”と“ロリキート”という名称の使い分けは、"parrot"と"parakeet"の使い分けのように主観的であるが、一般的には短くずんぐりした尾羽根を持つ種類が“ローリー”、長く先細の尾羽根を持つ種類が“ロリキート”と呼ばれる。

## 色彩
色彩豊かなゴシキセイガイインコ（英名：Rainbow Lorikeet、学名：Trichoglossus haematodus）はThe Parrots of the World の初版に掲載されたインコのうちの一種であり、またジョン・グールドのリトグラフ、Birds of Australia にも登場している。以来、ヒインコはインコの中でも最も美しい種類のひとつであると広くいわれている。

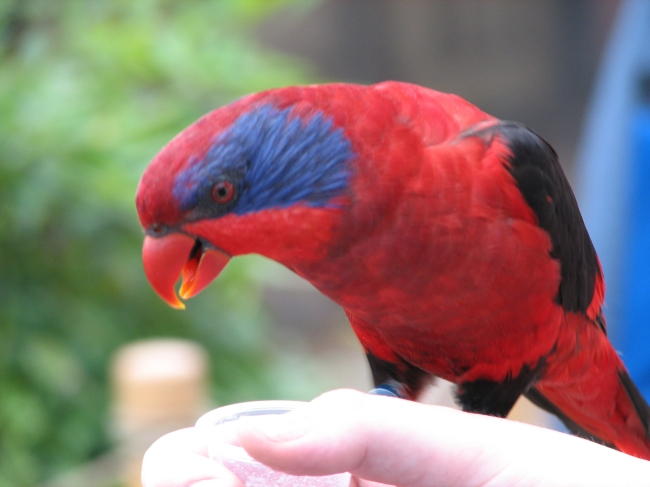
クラカケヒインコ (Eos cyanogenia)
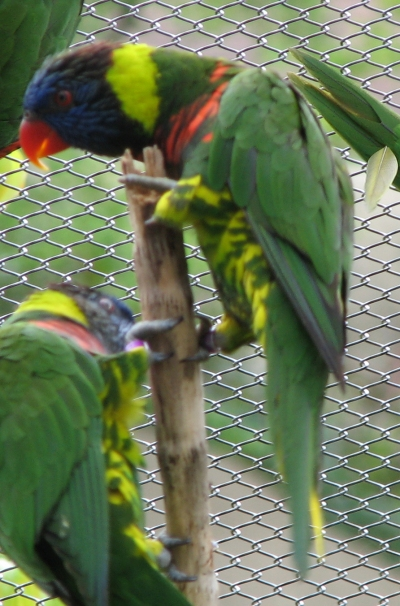
フトフムネアカゴシキセイガイインコ(ゴシキセイガイインコの亜種)
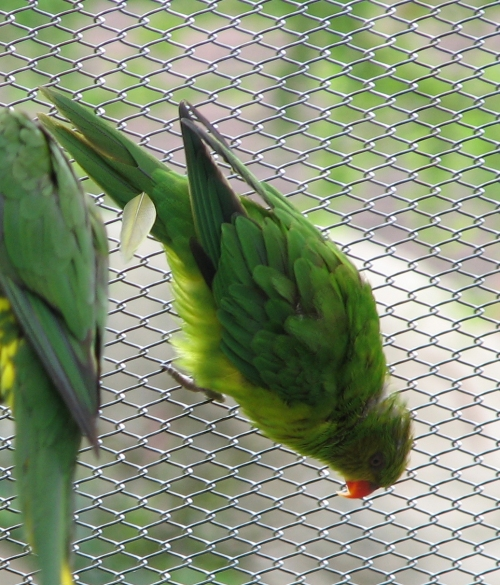
ニブイロコセイガイインコ (Trichoglossus euteles)
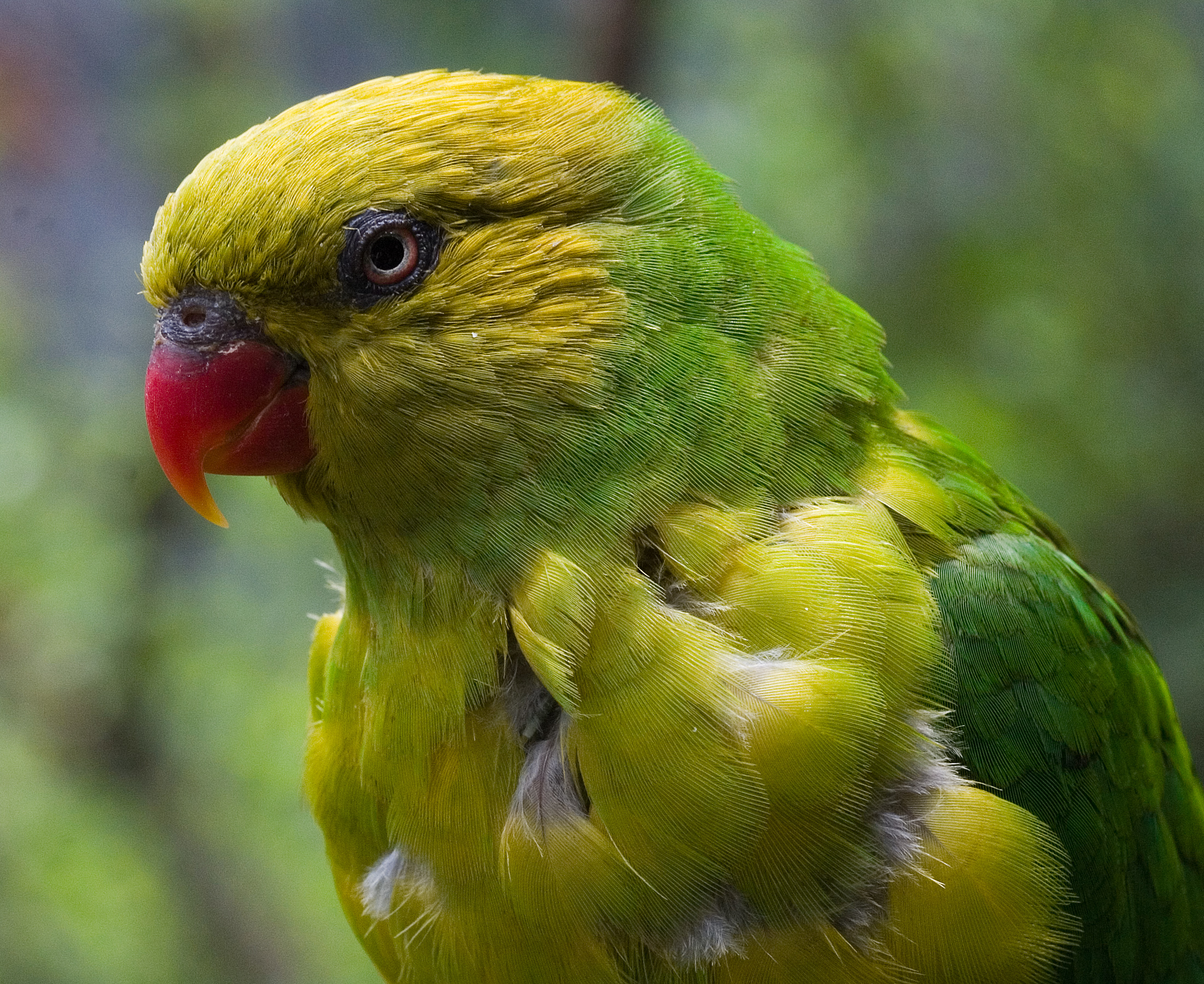
ニブイロコセイガイインコ
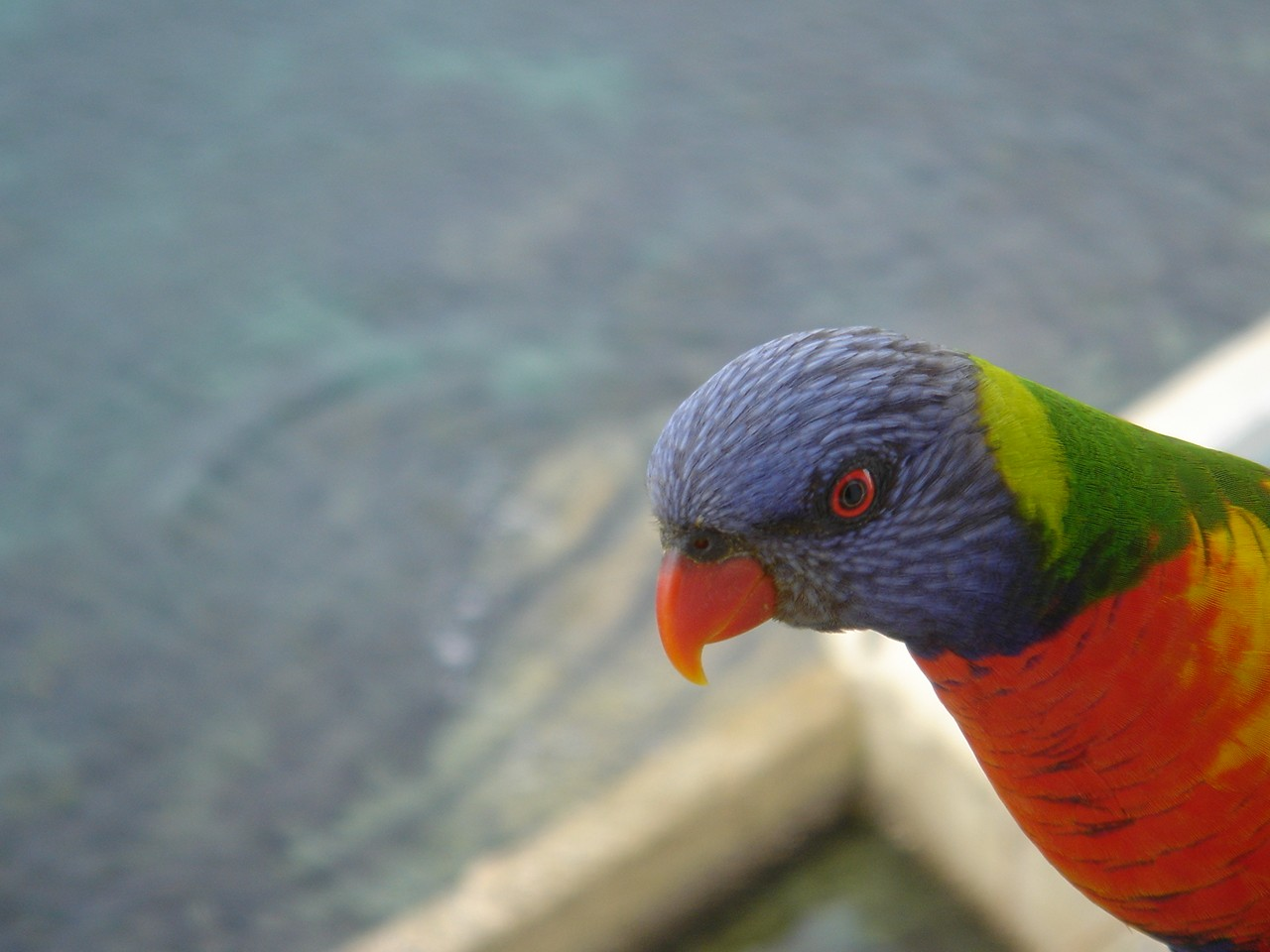
ゴシキセイガイインコ
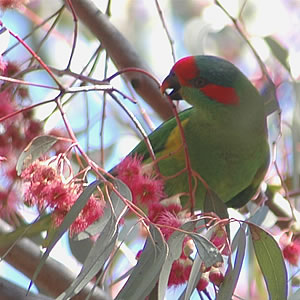
ジャコウインコ (Glossopsitta concinna)
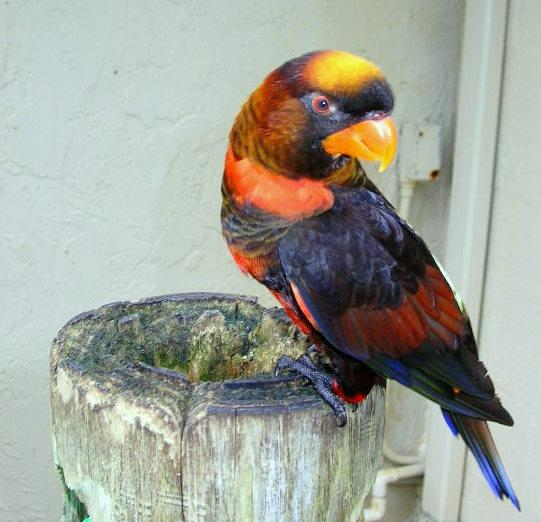
コシジロインコ (Pseudeos fuscata)
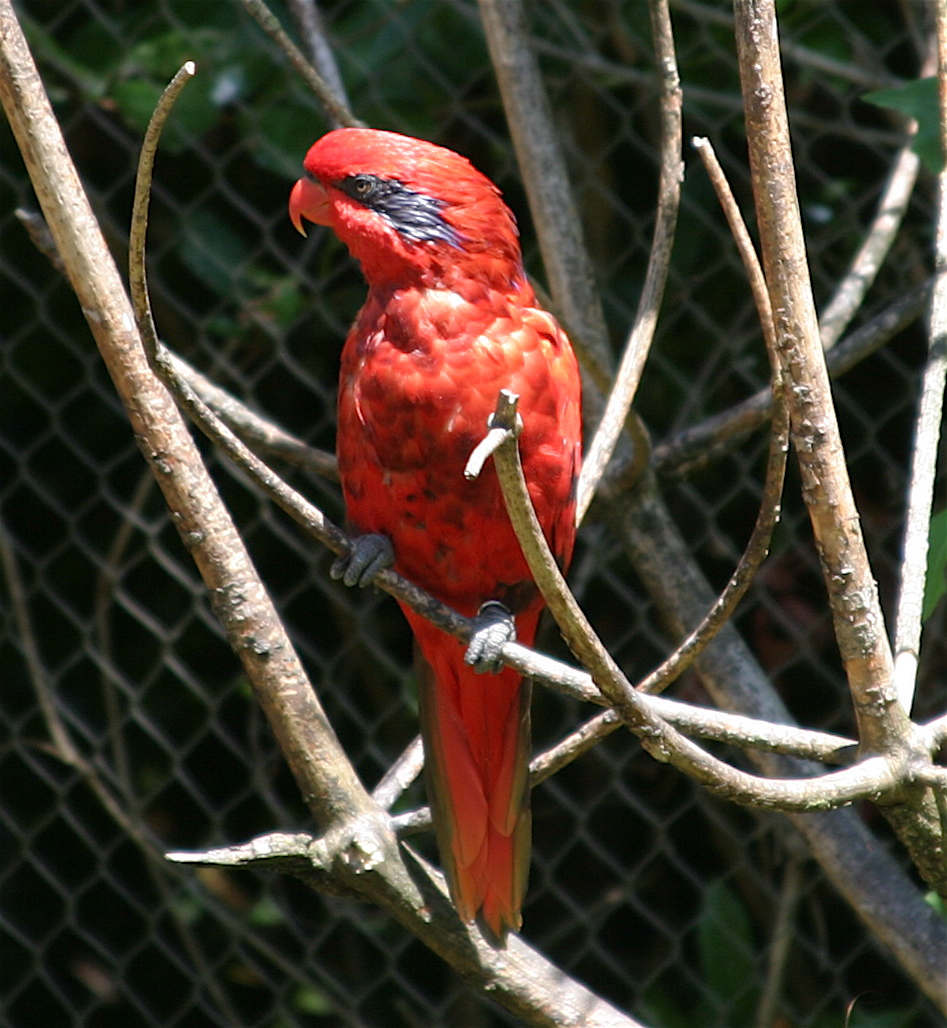
アオスジヒインコ (Eos reticulata)
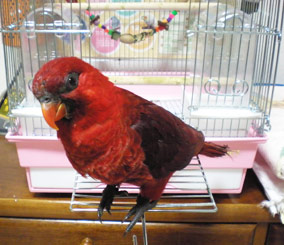
ベニインコ (Pseudeos cardinalis)

## 飼育上の注意点
餌
本来花の蜜や果実を主食にしているヒインコ類には、専用のネクター（液状）またはペレット（固形）といった総合栄養食を与える必要がある。フィンチ類やラブバード用のシード餌を与えると、うまく消化出来ず下痢を起こすことがある。
ヒインコ類は餌の消化が非常に早く、24時間以上断食状態が続くと命に関わる場合があるため注意が必要である。
糞
ヒインコ類は基本的に軟便であり、場合によっては周囲に飛ばすこともある。そのため、小屋の周囲を清潔に保つには他種のインコよりもこまめな掃除が必要となる。ペレットを常食とすると、軟便が多少解消される。
なお、インコに用便のしつけを覚えさせることはほぼ不可能である。
鳴き声
ヒインコ類は、興奮するとかなり大きな鳴き声をあげる。概ねホイッスルのような金属的な甲高い声で、長時間に渡って鳴き続けることもあるため、特に集合住宅で飼育する場合には注意が必要である。出来れば防音設備を設置するか、鳥専用の部屋を用意することが望ましい。また、人の言葉を覚えると地鳴きの回数が減るため、言葉を教えることも鳴き声の対策としてある程度有効である。
しつけ
非常に頭がよく、個体や属によって差はあるものの、根気強く教えれば人の言葉を真似たり、握手や輪投げなどの芸をすることも出来る。
陽気で活発な性質ではあるが、同時に興奮しやすく、特に成鳥は他の鳥に対して攻撃的になりがちな傾向があるため、同種、別種に関わらず、多数飼いをする際には十分な配慮が必要である。
また、人間に対する噛み癖もつきやすい。ヒインコ類の嘴は鉤状で先端が尖っており、強く噛まれると出血することもある。体罰を伴わない噛み癖の矯正および、必要に応じて嘴のカットを行うことが望ましい。なお、嘴には血管が通っており注意が必要なため、可能であれば鳥類を診察出来る獣医師に頼むのが理想的である。
寿命
飼育下での平均寿命は15年～長いものでは30年ほどになるとも言われる。飼育する場合は最後まで責任を持って面倒を見ることが出来るか、よく検討する必要がある。

## 種名と属名のリスト
ヒインコ亜科に属するインコの分類：
- Chalcopsitta 属
  - スミインコ Chalcopsitta atra Black Lory
  - キバネインコ Chalcopsitta duivenbo Brown Lory (Duyvenbode's Lory とも)
  - キスジインコ Chalcopsitta sintilla Yellow-streaked Lory
  - ベニインコ Chalcopsitta cardinalis Cardinal Lory
- Eos 属
  - クラカケヒインコ Eos cyanogenia Black-winged Lory
  - コムラサキインコ Eos squamata Violet-necked Lory
  - アオスジヒインコ Eos reticulata Blue-streaked Lory
  - ヤクシャインコ Eos histrio Red and Blue Lory
  - ヒインコ Eos bornea Red Lory
  - ホオアオインコ Eos semilarvata Blue-eared Lory
- Pseudeos 属
  - コシジロインコ Pseudeos fuscata Dusky Lory
- Trichoglossus 属
  - ズグロゴシキインコ Trichoglossus ornatus Ornate Lorikeet ( Ornate Lory とも)
  - エビチャインコ Trichoglossus rubigin Pohnpei Lorikeet ( Ponape Lory とも)
  - アポインコ Trichoglossus johnsto Mindanao Lorikeet ( Johnstone's Lorikeet とも)
  - キミドリインコ Trichoglossus flavovi Yellow-and-green Lorikeet
  - ゴシキセイガイインコ Trichoglossus haemato Rainbow Lorikeet
  - コセイガイインコ Trichoglossus chlorol Scaly-breasted Lorikeet
  - ニブイロコセイガイインコ Trichoglossus euteles Olive-headed Lorikeet ( Perfect Lorikeet とも)
- Psitteuteles 属 (Trichoglossus 属として分類されることもある)
  - クスダマインコ Psitteuteles versicol Varied Lorikeet
  - アカマユインコ Psitteuteles iris Iris Lorikeet
  - スジハラスミレインコ Psitteuteles goldiei Goldie's Lorikeet
- Lorius 属
  - ズグロオビロインコ Lorius hypoinochrous Purple-bellied Lory
  - オトメズグロインコ Lorius lory Black-capped Lory (Stresemann's Lory, Lorius amabilisと同義)
  - シロエリズグロインコ Lorius albidinuchus White-naped Lory
  - ヨダレカケズグロインコ Lorius chlorocercus     'Yellow-bibbed Lory
  - ズグロインコ Lorius domicellus Purple-naped Lory (Blue-thighed Lory, Lorius tibialisと同義)
  - ショウジョウインコ Lorius garrulus Chattering Lory
- Phigys 属
  - ハナレインコ Phigys solitarius Collared Lory
- Vini  属
  - ズアオムスメインコ Vini australis Blue-crowned Lory
  - ムスメインコ Vini kuhlii Rimatara Lorikeet ( Kuhl's Lorikeet とも)
  - ムネムラサキインコ Vini stepheni Henderson Lorikeet ( Stephen's Lory とも)
  - ノドジロルリインコ Vini peruviana Blue Lorikeet ( Tahitian Lory)
  - コンセイインコ Vini ultramarina Ultramarine Lorikeet ( Ultramarine Lory とも)
- Glossopsitta 属
  - ジャコウインコ Glossopsitta concinna Musk Lorikeet
  - ヒメジャコウインコ Glossopsitta pusilla Little Lorikeet
  - ムラサキガシラジャコウインコ Glossopsitta porphyro Purple-crowned Lorikeet
- イロドリインコ（英語版） 属
  - ヒメムジインコ Charmosyna palmarum Palm Lorikeet
  - アカノドインコ Charmosyna rubrigular Red-chinned Lorikeet
  - ヒトツボシインコ Charmosyna meeki Meek's Lorikeet
  - ブルインコ Charmosyna toxopei Blue-fronted Lorikeet
  - タスジインコ Charmosyna multistria Striated Lorikeet
  - コシアカキスジインコ Charmosyna wilhelmina Pygmy Lorikeet ( Wilhelmina's Lorikeet とも)
  - ミツアカインコ Charmosyna rubronotat Red-fronted Lorikeet ( Red-spotted Lorikeet とも)
  - アオミミインコ Charmosyna placentis Red-flanked Lorikeet
  - アカジリムジインコ Charmosyna diadema New Caledonian Lorikeet (おそらく絶滅種)
  - アカズボンインコ Charmosyna amabilis Red-throated Lorikeet
  - キフジンインコ Charmosyna margaretha Duchess Lorikeet
  - アカオキスジインコ Charmosyna pulchella Fairy Lorikeet
  - コウゴウインコ Charmosyna josefinae Josephine's Lorikeet ( Josephine's Lory とも)
  - オナガパプアインコ Charmosyna papou Papuan Lorikeet ( Papuan Lory とも)
- Oreopsittacus 属
  - ヤマムスメインコ Oreopsittacus arfaki Plum-faced Lorikeet ( Whiskered Lorikeet とも)
- Neopsittacus 属
  - タカネインコ Neopsittacus musschen Yellow-billed Lorikeet ( Musschenbroek's Lorikeet とも)
  - アルプスインコ Neopsittacus pullicau Orange-billed Lorikeet ( Emerald Lorikeet とも)

## 絶滅危惧種
コンセイインコ（英名：Ultramarine Lorikeet、学名：Vini ultramarina）は絶滅の危険があり、現在では世界で最も希少な鳥類50種の一つになっている。ノドジロルリインコ（英名：Blue Lorikeet、学名：Vini peruviana）は環境脆弱に分類されている。彼らが危険にさらされている主な原因は、彼らの生息地である小さな島へのヨーロッパ産のネズミの移入である。これらの鳥の一部を、捕食者がおらず住環境が破壊されない場所に移住させるべく、さまざまな保護の取り組みが行われている。